# Promachus rufibarbis
Promachus rufibarbis är en tvåvingeart som först beskrevs av Macquart 1848.  Promachus rufibarbis ingår i släktet Promachus och familjen rovflugor. Inga underarter finns listade i Catalogue of Life.